# تارون آویا
تارون آویا (ارمنی: Տարոն Ավիա; انگلیسی: Taron Avia) یک شرکت هواپیمایی با کد یاتا H7 است که در تاریخ ۲۰۰۷ میلادی تأسیس شد. دفتر مرکزی ایر آرمنیا در شهر ایروان کشور ارمنستان واقع شده‌است و قطب این شرکت هواپیمایی در فرودگاه بین‌المللی زوارتنوتس قرار داشت این شرکت هواپیمایی در سال ۲۰۱۸ منحل شد.و به ۵ مقصد، پرواز مستقیم انجام می‌دهد.

## مقصدهای پروازی
تارون آویا به مقصدهای زیر پرواز انجام می‌داد: